# Chaetostomella lenta
Chaetostomella lenta es una especie de insecto del género Chaetostomella de la familia Tephritidae del orden Diptera.

## Historia
Richter la describió científicamente por primera vez en el año 1975.